# Hammerbox
Hammerbox est un groupe de grunge américain, originaire de Seattle, dans l'État de Washington. Il est formé en 1990 et dissous en 1994.

## Biographie
Hammerbox est formé en 1990, à Seattle. Ils publient leur premier album, l'éponyme Hammerbox, sur le label indépendant C/Z Records en 1991. L'album est enregistré aux Bob Lang Studios les 1er et 2 décembre 1990.
Leur premier album leur fournit la possibilité de signer avec le major A&M Records. À cette période, Hammerbox profite du succès de Nirvana et Pearl Jam. En 1993, le groupe publie son deuxième et dernier album, Numb. L'album est enregistré à plusieurs endroits différents qui incluent les Little Mountain Sound Studios, à Vancouver, au Canada, et les London Bridge Studios à Seattle. Le groupe joue aussi au festival Endfest de Bremerton, à Washington, devant 14 000 spectateurs en soutien à l'album. Cependant, les ventes ne décollent pas, et A&M Records décide de les laisser tomber.
À cause de la mauvaise ambiance régnant au sein du groupe, Carrie Akre quitte le groupe un peu plus tard pour former son propre groupe, Goodnexx, et son propre label, Good-Ink Records, tandis que Harris Thurmond  rejoint le groupe Orbiter. Akre publie son premier album solo, Home, en 2000. En 2005, un album live posthume, intitulé Live EMP Skychurch, Seattle, WA est publié au label Kufala. Le 27 février 2016, James Atkins décède à la suite d'un cancer de l'estomac, à 49 ans.

## Membres
- Carrie Akre - chant
- Harris Thurmond - guitare
- James Atkins - basse (mort en 2016)
- Dave Bosch - batterie

## Discographie
- 1991 : Hammerbox
- 1993 : Numb